# Приложен слой на OSI модела
Приложният слой е седмият, последен слой на OSI модела. Въпреки неговото име, той не включва потребителските приложения, а осигурява интерфейса между тези приложения и мрежовите услуги. Това ниво може да се смята като причината за установяване на комуникационни сесии.
Например: Даден e-mail клиент може да генерира заявка за извличане на новите съобщения от пощенски сървър. Това клиентско приложение автоматично генерира заявка към съответния протокол от приложния слой и установява комункационна сесия за извличане на необходимите файлове.